# Белореченский поселковый совет
Белореченский поселковый совет (укр. Білоріченська селищна рада) — административно-территориальная единица Лутугинского района бывшей Луганской области Украины. Ныне в составе Луганской Народной Республики.

## Населённые пункты совета
- пгт Белореченский
- пос. Камышеваха
- пос. Каменный Пласт (Комсомолец)
- пос. Сборное
- пос. Шимшиновка

## Адрес поссовета
92016, Луганская Народная Республика, Лутугинский район, пос. Белореченский, ул. Ленина, 14; тел. 20-1-79

### Руководители поселкового совета
| ФИО                             | Основные данные | Дата избрания | Дата увольнения |
| ------------------------------- | --- | ------------- | --------------- |
| Нечипоренко Максим Борисович    | Поселковый голова, 1958 года рождения, образование высшее, член Социал-демократической партии Украины (объединенной) | 26.03.2006    | 01.11.2007      |
| Ласкорунский Владимир Сергеевич | Поселковый голова, 1954 года рождения, член Партии регионов                                                          | 16.03.2008    | 31.10.2010      |
| Нечипоренко Максим Борисович    | Поселковый голова, 1958 года рождения, член Партии регионов                                                          | 31.10.2010    |                 |

Таблица составлена по данным источника